# Allactaga bullata
Allactaga bullata је врста глодара из породице скочимиш (Dipodidae). 

## Распрострањење
Врста је присутна у северној Кини и Монголији.

## Станиште
Станиште врсте су пустиње и степе.

## Начин живота
Број младунаца које женка доноси на свет је обично 1-3. Врста прави подземне јазбине. Исхрана врсте Allactaga bullata укључује семе, корење и ларве инсеката.

## Угроженост
Ова врста је наведена као последња брига, јер има широко распрострањење и честа је врста.